# Pere Vidal i Colomer
Pere Vidal i Colomer (28 de gener de 1957 Aielo de Malferit, Vall d'Albaida - 14 de maig de 2021 - Dénia, Marina Alta) va ser un activista cultural i polític i militant de diversos col·lectius en defensa de la cultura i la terra catalanes que va treballar per la recuperació de les tradicions i del folklore musical.
Va ser el primer president del Consell Local de la Joventut d'Ontinyent als anys 1980 i fundador de la colla de dolçaina i tabal El Regall d'Ontinyent, l'Escola de xirimita de la Vall d'Albaida, la Colla de tabals i dolçaines Estrela Roja de Benimaclet (1990), el Gremi de Dolçainers i Tabaleters del País Valencià, el Col·lectiu "La Canya" o el Cicle Cultural al Voltant de la Dolçaina.
També va ser membre actiu de diferents colles de dolçainers, de dimonis, de grups de muixerangues, de grups de danses, del Centre Excursionista d'Ontinyent, de colles de cabets i gegants o de colles de campaners.